# 奥查德帕克
奥查德帕克（英語：Orchard Park）是位于美国纽约州伊利县的一个镇，地处伊利县中部、布法罗东南。2010年美国人口普查时，该镇有29054人。1850年该镇从汉堡镇分出，1934年改为现名。